# Amazone du Yucatan
Amazona xantholora
Espèce
Statut de conservation UICN

 LC  : Préoccupation mineure
Statut CITES
L'Amazone du Yucatan (Amazona xantholora) est une espèce voisine de l'Amazone à front blanc (Amazona albifrons).

## Description
L'Amazone du Yucatan présente un plumage vert avec les plumes bordées de noir. Les régions périoculaires sont rouges et les cercles oculaires blancs. Les zones auriculaires sont noirâtres. Les couvertures primaires sont rouges et les rémiges violettes.
Cet oiseau mesure de 25 à 26 cm.
Le mâle se distingue de la femelle par une coloration rouge plus soutenue et plus étendue des régions périoculaires, par les marques rouges sur les scapulaires. La couronne blanche est plus réduite et vire au bleu clair chez la femelle.

## Répartition
Comme son nom l'indique, l'Amazone du Yucatan est localisée dans la péninsule du Yucatan au Mexique mais peuple également le Belize.

## Habitat
Cette espèce vit dans les forêts caducifoliées et fréquente rarement les forêts humides secondaires.

## Comportement
L'Amazone du Yucatan peut former des groupes importants pouvant compter jusqu'à 500 individus.

## Reproduction
Cet oiseau commence à se reproduire mi-mars.

## Conservation
Bien que l'Amazone du Yucatan ne soit pas menacée d'extinction, elle est considérée comme un oiseau rare en raison de sa répartition très limitée.

## Captivité
Cet oiseau est peu fréquent dans les élevages.